# Försvarsmarknaden i Sverige
Försvarsmarknaden i Sverige omfattar varor och tjänster som är av försvarsspecifik karaktär, dvs. är anpassade för det militära försvarets behov, eller som omfattas av särskilda krav på till exempel försörjningssäkerhet. Inom ramen för försvarsmarknaden finns försvarsindustrin, vilket är de företag som tillverkar och/eller tillhandahåller materiel eller tjänster till staters försvar. Detta omfattar både rent militära produkter eller tjänster (krigsmateriel) likväl av produkter som utvecklats civilt men kan ha en militär tillämpning (produkter med dubbla användningsområden, PDA). Dessa företag omfattas av exportkontroll och tillsyn av Inspektionen för strategiska produkter (ISP).

## Historisk kontext
Under tidigt 1600-tal färdades valloner från Belgien till framförallt Finspång och Norrköping för att arbeta vid järnbruk. Under de årtionden som följer börjar vallonerna arbeta vid allt fler bruk runt om i Mellansverige. Senare under 1600-talet grundades Husqvarna - först som ett gevärsfaktori men sedermera expanderade verksamheten under 1800-talet till att omfatta produktion av produkter som spisar och symaskiner. Bofors har en liknande historia, då företaget grundades som ett järnbruk under 1600-talet och påbörjade vapentillverkning först sent under 1800-talet. Strax innan sekelskiftet är Alfred Nobel huvudägare av Bofors, som utöver att vara upphovsman till nobelpriset också var en framstående uppfinnare till en produkt som blev revolutionerande inom försvarsområdet. 

### Ett urval av försvarsprodukter och uppfinningar

#### 1500-tal
Krutbruket
Krutet i sig är inte en svensk uppfinning, utan härstammar från betydligt många år tidigare i Kina. Däremot spelar krutet en stor roll i svensk historia och när Anders Krutmakare fick uppdraget av Gustav Vasa år 1552 att starta upp ett krutverk lades grunden för ett av Sveriges äldsta fortfarande verksamma företag.

#### 1700-tal
Kardus
Maria Christina Bruhn var en av Sveriges första kvinnliga artilleritekniska uppfinnare och är upphovsman till kardusen, vilket är en förvaringskonstruktion för krutladdningar till kanoner.
Kulspruta
Carl Helge Julius Palmcrantz var en framstående uppfinnare som konstruerade både en sorts miniräknare och en ny cykelvariant, men i sammanhanget vapen är han kanske mest känd för sina kulsprutor, som bland annat resulterade i ett patent på en variant år 1873. Företaget AB Palmcrantz & Co var ett av Sveriges största företag under den perioden och de blev även en exportsuccé.
Dynamit
Alfred Nobel är ett namn som är välkänt både i Sverige och utomlands, dels genom Nobelpriset som blev ett resultat av hans testamente men också då han är en av Sveriges mest kända uppfinnare med dynamiten som sin mest kända uppfinning. Nobel var verksam i Karlskoga och baserat på hans arbete skapades bolaget Bofors Nobelkrut, vars verksamhet i modern tid delats upp mellan Eurenco och Cambrex.

## Marknadens framväxt i modern tid
Under 1900-talet kom svensk försvars-, säkerhets- och utrikespolitik att påverkas av i huvudsak tre stora konflikter i Sveriges närområde: första världskriget, andra världskriget och kalla kriget. Under samtliga av dessa konflikter förhöll sig Sverige officiellt neutralt som säkerhetspolitisk linje. Under framförallt andra världskriget upplevde Sverige stora störningar i försörjningskedjan avseende försvarsmateriel. Detta var problematiskt för Sverige, då landet mot bakgrund av neutralitetspolitiken behövde se till att det fanns ett oberoende gentemot andra stater och ett stadigt flöde av den materiel som behövdes. Resultatet av denna lärdom blev att fokus lades på den inhemska industrin, som växte sig stark under denna period. Kännetecknande för svensk materiel under den här tiden var att den kom att utvecklas med en svensk profil, vilket betyder att den anpassades efter svenska förhållanden exempelvis topografi och väder. 
Den svenska försvarsmarknadens inriktning kom dock att bli väldigt annorlunda från denna period ovan när det geopolitiska klimatet kom att förändras efter Berlinmurens fall. Sverige började blicka mer utåt och insåg behovet av att samarbeta internationellt, både på försvarsmarknaden men också i andra hänseenden vilket exempelvis resulterade i ett svenskt EU-medlemskap år 1995. Att Sverige började prioritera annorlunda avseende försvaret av landet var kanske den största förändringen för försvarsmarknaden i stort, då detta resulterade i att Försvarsmakten gick från att vara den huvudsakliga kunden till en av många. Vad detta betyder rent konkret är att Försvarsmakten slutade beställa från industrin i den omfattning som de gjorde tidigare, vilket betydde att exporten blev allt viktigare för att bibehålla kompetens samt möjliggöra fortsatt utveckling. Den inhemska försvarsindustrin har länge ansetts vara en viktig tillgång för Sverige ur ett säkerhetspolitiskt perspektiv.

## Centrala orter
Försvarsmarknaden och dess företag har varit särskilt viktiga på vissa orter i Sverige. Ett exempel är Karlskoga, där järnbruket som Bofors grundades som under 1600-talet var en stor del av bygdens arbetstillfällen och fortsätter vara det än idag. Det bodde som mest 40 000 personer i Karlskoga varav 10 000 jobbade på Bofors. Detta kom dock att påverkas av neddragningarna under 1980-90-talen och idag bor cirka 10 000 färre i orten.
Linköping är ytterligare ett exempel och huserade tidigt Saabs flygplanstillverkning och gör så än idag. Saab är den största privata arbetsgivaren i Östergötland och över en tredjedel av bolagets 17 000 anställda arbetar i Linköping.
Karlskrona är också en stad med lång militär historia, då ön som staden sedermera kom att byggas på såldes till kungahuset år 1679 vilket lade grunden för planläggningen angående att en majoritet av Sveriges flotta skulle vara placerad där. Sedan dess har Karlskrona varit och är en viktig flottbas och det bedrivs även försvarsrelaterad verksamhet bland annat på Karlskronavarvet, som idag är en del av Kockums som sedermera ägs av Saab.

## Centrala aktörer på försvarsmarknaden

### Departement

#### Utrikesdepartementet
Utrikesdepartementet (UD) är ansvarigt departement för Sveriges internationella relationer och har inbegripet även ansvar för handelsfrågor i utlandet och mänskliga rättigheter samt bistånd. UD består rent organisatoriskt av flera funktionella enheter som bland annat arbetar med svensk säkerhetspolitik i en europeisk kontext, FN-frågor, folkrätt och nedrustning- och icke-spridning. Ansvariga statsråd är utrikesministern, utrikeshandelsministern och biståndsministern.

#### Försvarsdepartementet
Försvarsdepartementet är ansvarigt för Sveriges militära försvar och därtill hörande myndigheter. Dess arbete utförs på strategisk nivå och ansvarigt statsråd är försvarsministern. Exempel på myndigheter som ligger under Försvarsdepartementet är Försvarsmakten, Försvarets materielverk (FMV) och Totalförsvarets forskningsinstitut (FOI). 

#### Näringsdepartementet
Näringsdepartementet tillhör försvarsmarknaden bland annat sett till dess ansvar för näringsliv, innovation och livsmedel i frågor som exempelvis livsmedelsförsörjning samt dess beredskap. Under departementet lyder även vissa statligt ägda bolag, till exempel Vattenfall. 

### Myndigheter

#### Försvarsmakten
Huvudsida: Försvarsmakten
Försvarsmakten ansvarar för det militära försvaret av Sverige och är därav en av de mest centrala försvarsmyndigheterna som lyder under Försvarsdepartementet. Myndigheten är organiserad på ett annorlunda sätt gentemot många andra myndigheter, då den har en generaldirektör likt andra men leds av Överbefälhavaren som högsta chef. 

#### Försvarets materielverk (FMV)
Huvudsida: Försvarets materielverk
FMV:s uppdrag är att förse Försvarsmakten med den materiel och de tjänster som myndigheten behöver för att kunna utföra sina uppdrag. Inom ramen för uppdraget sker både upphandling och utveckling. Med upphandling avses den process där olika leverantörer av produkter eller tjänster konkurrensutsätts enligt ett speciellt regelverk och det som gäller för försvarsmarknaden är Lagen om offentlig upphandling på försvars- och säkerhetsområdet (LUFS). 

#### Totalförsvarets forskningsinstitut (FOI)
Huvudsida: Totalförsvarets forskningsinstitut
FOI är en uppdragsfinansierad myndighet under Försvarsdepartementet med huvudsaklig verksamhet inriktad på forskning inom försvars- och säkerhetsområdet. Både myndigheter och företag kan lägga uppdrag på FOI och dessa kan vara utformade på olika sätt, exempelvis som studier eller kvalificerade experiment. Omfattningen för dessa uppdrag kan variera mellan några veckor till flera år. 

#### Inspektionen för strategiska produkter (ISP)
Huvudsida: Inspektionen för strategiska produkter
ISP är ansvarig myndighet för exportkontrollen i Sverige, vilket är det regelverk som styr hur svenska aktörer får exportera försvarsmateriel till utlandet. ISP:s huvudsakliga arbetsområde utgör tillståndsprövning i exportärenden, men det innefattar också bland annat tillsyn av aktörer som framställer försvarsmateriel. ISP behandlar ärenden som rör både krigsmateriel och produkter med dubbla användningsområden (PDA). De aktörer som tillverkar produkter eller tjänster som klassas som krigsmateriel redovisar årligen ett underlag till ISP som myndigheten vidare presenterar till regeringen. Det statistiska underlaget blir då grunden för regeringens årliga skrivelse om strategisk exportkontroll där fjolårets exportstatistik redovisas. 

### Organisationer

#### Säkerhets- och försvarsföretagen (SOFF)
Huvudsida: Säkerhets- och försvarsföretagen
SOFF är en branschorganisation för företag inom försvars- och säkerhetssektorn. Målbilden för föreningen är att skapa så bra marknadsförutsättningar som möjligt för deras medlemsföretag. Organisationens arbete innefattar bland annat att skapa plattformar för försvarsmarknadens aktörer att mötas och att aktörer arbetar i medlemsgrupper med olika fokusområden. 

#### Svenska freds- och skiljedomsföreningen
Huvudsida: Svenska freds- och skiljedomsföreningen
Svenska freds är en förening som med sitt syfte att skapa hållbar fred i världen är världens äldsta förening av sitt slag. Arbetet inom föreningen består bland annat av att påverka beslutsfattare och stötta organisationer och krafter för fred, både i internationella samarbeten och i konfliktområden.

#### Business Sweden
Huvudsida: Business Sweden
Business Sweden kan beskrivas som en halvstatlig organisation, då den samägs av svenska staten och näringslivet. Den verkar för att främja svenskt företagande i världen och för att internationella aktörer ska investera i svenskt näringsliv. 

### Försvarsföretagen
Försvarsföretagen definieras som de företag som är verksamma på den svenska eller internationella försvarsmarknaden. Inom försvarsindustrin finns storföretag som exempelvis Saab och BAE Systems (Bofors), men även ett hundratal mindre och medelstora företag (SME-företag) som producerar allt från frystorkad mat till krypteringssystem. Många företag är även verksamma inom flera andra sektorer utöver försvarssektorn, där andelen av verksamheten som fokuserar på försvarsprodukter varierar. 
Enligt SOFF har föreningen över 350 medlemsföretag och kravbilden för att få vara medlem är att vara verksam inom försvars- och säkerhetssektorn i Sverige.
De företag som är svenskägda på försvarsmarknaden är, till skillnad från många andra utländska företag, helt privatägda sedan en tid tillbaka. Samtidigt befinner de sig väldigt nära staten, då exempelvis deras exportaffärer genom exportkontroll kräver tillstånd från svenska staten för att få genomföras.

### Ett urval av försvarsprodukter och uppfinningar i modern tid

#### Archer
Archer är ett självgående eldrörsartillerisystem utvecklat av BAE Systems Bofors. Arbetet med att utveckla systemet har pågått på riktigt sedan 2006 och efter successiva leveranser genom åren har samtliga 48 beställda pjäser levererats till FMV under hösten 2022. Archer används idag även av Ukrainska försvarsmakten liksom av Storbritannien.  

#### CV90/Stridsfordon 90
CV90, eller Stridsfordon 90 som den benämns inom Försvarsmakten, är till skillnad från en stridsvagn ett bandgående stridsfordon. Vagnen har levererats i flera olika versioner till Danmark, Estland, Finland, Nederländerna, Norge, Schweiz, Tjeckien och Ukraina. Stor flexibilitet och anpassningsmöjlighet kännetecknar systemet och det tillverkas av BAE Systems Hägglunds

#### Stridsbåt 90
Stridsbåt 90, producerad av Dockstavarvet som idag är en del av Saab Kockums, finns i flera varianter beroende på uppdrag. Båten är särskilt lämpad att framföra i skärgårdar och den används bland annat av Ukrainas, Mexikos och Norges flotta, utöver svenska marinen och sjöpolisen.

#### AimPoint rödpunktsikte
AimPoint tillverkar rödpunktsikten för både militärt och civilt bruk. Den svenska Försvarsmakten använder dessa sikten rödpunktsikten sedan 2002 och bland annat även den amerikanska militären.

#### Carl-Gustaf
Granatgeväret Carl-Gustaf tillverkas av Saab Dynamics och har exporterats till ett 40-tal länder. Ursprungsmodellen m/48 utvecklades under 1940-talet och dagens variant, m/86, är nästan 5 kilo lättare. Granatgeväret, förkortat GRG, kan skjuta iväg granater med olika syften alltifrån att täcka ett område med rök, lysa upp ett område med lysgranater eller bekämpa pansarfordon.

#### Pansarskott m/86 (AT4)
Pansarskott är ett sorts portabelt granatvapen av engångstyp, vilket betyder att både vapnet och granaten förpackas tillsammans och används endast en gång. AT4, som vapnet kallas internationellt, tillverkas av Saab Dynamics och har levererats till femton länder.

#### Svenska militärflygplan
Under 1940-talet började Sverige bygga sina egna militära flygplan. Viggen, Tunnan, Draken och Gripen har blivit otroligt välkända. Sverige är därför på många sätt ett föregångsland när det kommer till militära flygplan och har varit självförsörjande på området i sju decennier. En stor internationell affär i nutid är Saabs försäljning av JAS Gripen till Brasilien.

#### Fältmat
Det svenska företaget Outmeals har sedan 2014 tillverkat så kallade “Combat Rations”, vilket är olika former av matpåsar med anpassad utformning för allt från olika väderförhållanden till viktkrav samt var man rent fysiskt befinner sig. Mat och tillgången till energirik mat har visat sig vara avgörande för förbandens förutsättningar att klara av extrema situationer och tekniken för att få mat att hålla sig så bra som möjligt har utvecklats genom historien.

#### Stryktåliga datorer
Mer extrema förhållanden ställer speciella krav på den teknik som används, vilket gör att de datorer som används i militära sammanhang behöver vara extra stryktåliga. Vad som då avses med en stryktålig dator är att de bland annat ska klara av hårdhänt bruk och extrema temperaturer samt miljöer. Det svenska företaget Mildef tillverkar bland annat sådana datorer och deras produkter är aktiva i militära operationer i över 60 länder. 

#### Flexnet sensorsystem
Flexnet är en form av taktiskt modulärt marksensorsystem (TMM) som tillhandahålls av Exensor. Det kan användas för en rad olika syften, bland annat för att identifiera hot på marken och för att underlätta förflyttningar till önskade områden. Systemet består sedermera av olika integrerade delar, dels infraröda sensorer men också kameror. Utöver det svenska försvaret, levereras dessa system även till Hemvärnet och försvarsmakter världen över. 

#### Säker smartphone
Svenska Tutus tillhandahåller bland annat Färist Mobile, en säker smartphone, som används av ett antal statliga organ både i Sverige och runtom i världen. Tutus har även utvecklat en brandvägg till svenska Försvarsmakten. 

#### Volvos transportlösningar
Volvo inom ramen för Volvo Defense är också en del av försvarsmarknaden och levererar en modifierad dumper som är en del av Artillerisystem 08, även kallad Archer. De tillverkar också en modifierad hjullastare till svenska Försvarsmakten kallad Hjullastare 18T. 

#### Förstärkningsplagg
Woolpower har tillverkat underställ och förstärkningsplagg tillsammans med Försvarsmakten sedan 1970-talet. De kommer även att leverera underställ inom ramen för de nordiska ländernas nya gemensamma stridsuniform. 

#### Lastbilar sedan andra världskriget
Transportföretaget Scania har tillverkat lastbilar till Försvarsmakten sedan innan andra världskriget och fick genom en vunnen upphandling år 2021 en order på bland annat 200 lastbilar av modellen lastväxlare P 460 6x4*4. 

#### Hörselkåpor
Företaget 3M har ett varumärke vid namn PELTOR som tillverkar bland annat hörselkåpor för både militärt och polisiärt bruk, som används världen runt. 

#### Ammunition
Nammo är en norsk/finsk försvarskoncern med dotterbolag i Sverige (och andra länder) som tillverkar ammunition till såväl jägare (under varumärket Lapua) och till Försvarsmaktens Kulspruta 88 i kalibern 12.7x9 mm. 

#### Att flytta tung utrustning
Recotech tillverkar och reparerar primärt ång- och gasturbiner, men är även företaget bakom Wing Lift som möjliggör lyft och förflyttning av tung utrustning (exempelvis containrar) kortare avstånd i trånga miljöer. Produkten används av både militära och humanitära organisationer världen över.

## Försvarsmarknadens förutsättningar
Försvarsmarknaden skiljer sig på många sätt från den vanliga kommersiella marknaden, kanske huvudsakligen eftersom den inte bara styrs av marknadsmässiga aspekter utan även nationella försvars- och säkerhetspolitiska intressen. Tre centrala aspekter som belyses i materielförsörjningsstrategin från 2022 och som är speciella med försvarsmarknaden är kopplingen till nationell säkerhet, försvarsprodukternas karaktär och att stater är slutkunder. Vidare i sammanhanget av försvarsprodukternas karaktär, ställs även en hel del krav på företagen verksamma på försvarsmarknaden. Det är tillståndspliktigt att tillverka, tillhandahålla och exportera krigsmateriel i Sverige, vilket gör att de företag som gör det också hamnar under tillsyn av Inspektionen för strategiska produkter (ISP).

## Särskilda regelverk

### Upphandling
Huvudsida: Offentlig upphandling
En annan aspekt som är utmärkande med försvarsmarknaden är att den styrs av särskilda regelverk, bland annat exportkontrollregelverket och upphandlingsregelverket. Med upphandling avses det regelverk som i detta sammanhang styr anskaffningen av de varor och tjänster som Försvarsmakten behöver. Det baseras på ett EU-regelverk och huvudregeln är att alla offentliga kontrakt ska ingås genom upphandling, vilket möjliggör att olika aktörer kan få en chans att vinna affären. På försvarsområdet är särskilt hårda krav ställda på leverantörer, bland annat leveranssäkerhet på produkterna och tjänsterna i fråga oavsett fred, kris eller krig. Tillämpliga lagar på området är lagen om offentlig upphandling (LOU), lagen om upphandling inom försörjningssektorerna (LUF) och lagen om upphandling av koncessioner (LUK) samt särskilt på försvarsområdet lagen om upphandling på försvars- och säkerhetsområdet (LUFS).

### Väsentliga säkerhetsintressen
Inom ramen för upphandlingsregelverket finner vi även begreppet väsentliga säkerhetsintressen, vilket har sin grund i artikel 346 i EUF-fördraget. Begreppets innebörd är inte helt definierat, men vad det rent praktiskt möjliggör för medlemsstaterna i EU är att de kan peka ut sina egna specifika intresseområden som på så vis undantas från EU:s upphandlingsregelverk. Detta mot bakgrund av att varje enskild medlemsstat inom EU har ansvar för sin egen nationella säkerhet och därför kan prioritera sina utpekade områden. Sverige har sedermera angivit stridsflyg- och undervattensområdet samt delar av ledningsområdet (bland annat krypto) som väsentliga säkerhetsintressen. 

### Exportkontroll
Huvudsida: Exportkontroll
Exportkontroll kallas det regelverk som styr flödet av krigsmateriel och produkter med dubbla användningsområden (PDA). Syftet med regelverket är icke-spridning, vilket innebär att förhindra att de varor och tjänster som exporteras hamnar i fel händer. Med fel händer avses antingen en stat eller möjligen en annan aktör såsom exempelvis en terrororganisation. Exportkontrollen reglerar även exporten ur en säkerhetspolitisk synvinkel, exempelvis om det vid kris eller krig skulle vara så att varorna eller tjänsterna behövs i det nationella försvaret. Exportkontrollregelverket skiljer sig aningen åt mellan krigsmateriel och PDA, där exempelvis det inte finns något krav på tillverkningstillstånd för PDA eller exporttillstånd generellt inom EU. 

## Försvarsexport

### Definition
Med vapenexport avses export av varor och tjänster som enligt regelverken för exportkontroll klassas som krigsmateriel. Ett bredare begrepp som börjar användas allt oftare inom både myndigheter och försvars- och säkerhetssektorn är försvarsexport, vilket även inkluderar den teknologi som inte inbegrips inom krigsmaterielbegreppet men som ändå kan användas militärt. Dessa produkter och tjänster klassas istället som produkter med dubbla användningsområden (PDA), vilket betyder att de tillverkats civilt men kan ha en militär tillämpning. Skälet till att man vill kontrollera PDA-produkter är för att de, i orätta händer, kan komma att användas för utveckling av massförstörelsevapen.  

### Om svensk försvarsexport
För att få exportera krigsmateriel krävs tillstånd och i tillståndsprocessen utgår man från Sveriges säkerhets-försvars- och utrikespolitiska intressen tillsammans med en rad riktlinjer som upparbetats över tid och gör en helhetsbedömning med dessa aspekter i åtanke parallellt med internationella exportkontrollregimer såsom EU:s GUSP och FN:s ATT. Regelverket som styr hur man får exportera vapen och teknik kallas exportkontroll.  
I och med att försvarsexport kräver tillstånd, påverkas försvarsmarknaden och dess verksamma aktörer av regelverket. Företagen som tillverkar och tillhandahåller klassade produkter eller tjänster kan ju då sedermera inte exportera hur eller till vem de vill, utan behöver följa i Sveriges säkerhets- försvars- och utrikespolitiska intressen. Dock uttrycks det att exporten är av vikt för företagen då den bland annat bidrar till att bibehålla och vidareutveckla kompetens samt kapacitet*. Det bidrar också till Försvarsmaktens operativa förmåga, dels genom exempelvis samarbete med exportkunder som kan ge utbyten i kunskap, ekonomiska fördelar och att Sverige blir en attraktiv part för samarbete på försvarsmaterielområdet. Det finns även risker med försvarsexport, exempelvis avledning av exporterad materiel eller kunskap som kan hamna i orätta händer.

## Internationell kontext
Försvarsmarknaden i Sverige är på många sätt sammankopplad med den internationella marknaden för dessa varor och tjänster, dels exempelvis genom att många företag använder sig av utländska underleverantörer men också för att det försiggår flera internationella samarbetsprojekt på området. Ett stort sådant initiativ är Europeiska försvarsfonden (EDF) som möjliggör för medlemsstater inom EU att tillsammans ingå forsknings- eller utvecklingsprojekt på försvarsområdet som de kan få finansierade av den här fonden. Syftet med fonden sägs vara att stötta bland annat konkurrenskraften och unionens handlingsfrihet. 
Multilaterala samarbeten kan också ingås i andra former, exempelvis samarbetet mellan Sverige, Finland, Estland och Lettland med syfte att ta fram nya pansarterrängfordon.

## Statistik och övriga siffror
Den svenska försvarsindustrin omsatte ca 100 miljarder under 2024, vilket är en betydande ökning från året innan (55%), menar branschorganisationen Säkerhets- och försvarsföretagen (SOFF). De företag som är medlemmar i föreningen vidare hade under år 2024 ca 28 500 medarbetare. Under år 2024 gick 13 miljarder till produktutveckling eller FoU (forskning och utveckling). 
Totalt omsättning (försäljning) inom och utom landet 2017-2024 (mnkr)
| 2017   | 2018   | 2019   | 2020   | 2021   | 2022   | 2023   | 2024   |
| 33 106 | 37 450 | 42 191 | 42 476 | 47 972 | 51 438 | 64 015 | 99 710 |

Huvudsakliga mottagarländer 2023 (i ordning)
| Land      | Värde                | Materiel                                                               |
| USA       | 3,5 miljarder kronor | Granatgevär, bandgående fordon, marina artillerisystem och vapensikten |
| Brasilien | 2,8 miljarder kronor | Stridsflygplan                                                         |
| Pakistan  | 1,5 miljarder kronor | Luftburet radarsystem                                                  |